# Lilla Djupträsket
Lilla Djupträsket är en sjö i Bodens kommun i Norrbotten och ingår i Råneälvens huvudavrinningsområde. Sjön har en area på 0,215 kvadratkilometer och ligger 91 meter över havet. Lilla Djupträsket ligger i Råneälven Natura 2000-område. Sjön avvattnas av vattendraget Kvarnbäcken.

## Delavrinningsområde
Lilla Djupträsket ingår i det delavrinningsområde (734572-177844) som SMHI kallar för Utloppet av Lilla Djupträsket. Medelhöjden är 112 meter över havet och ytan är 1,17 kvadratkilometer. Det finns ett avrinningsområde uppströms, och räknas det in blir den ackumulerade arean 28,08 kvadratkilometer. Kvarnbäcken som avvattnar avrinningsområdet har biflödesordning 3, vilket innebär att vattnet flödar genom totalt 3 vattendrag innan det når havet efter 45 kilometer. Avrinningsområdet består mestadels av skog (52 procent). Avrinningsområdet har 0,23 kvadratkilometer vattenytor vilket ger det en sjöprocent på 19,5 procent.